# Нес фон Эзенбек, Христиан Готфрид Даниэль
Христиан Готфрид Даниэль Нес фон Эзенбек (нем. Christian Gottfried Daniel Nees von Esenbeck; 14 февраля 1776 года — 16 марта 1858 года) — немецкий ботаник, врач, зоолог и философ. Установил царство грибы — Regnum Mycotoideum.

## Жизнеописание
Родился в замке Райхенберг около Райхельсхайма. Его отцом был графский служащий Иоганн Конрад Нес, а мать звали Катарина Фридерика Доротея Эзенбек.
С юношеских лет интересовался наукой и после получения своего первого образования в Дармштадте продолжил обучение в Йенском университете, получив там учёную степень по медицине в 1800 году.
Какое-то время он занимался медициной, был практикующим врачом, но его интерес к ботанике всё более возрастал, и в конечном счете он возвратился к академическим исследованиям. В 1816 году стал членом Академии Леопольдины, которая в то время была одним из самых престижных учреждений в Европе.
В 1817 году был назначен профессором ботаники в Эрлангенский университет. Три года спустя он стал профессором естествознания в Боннском университете, где организовал Botanische Gärten der Friedrich-Wilhelms-Universität Bonn. В 1831 он был назначен на должность ботаника в университете Бреслау, где возглавлял ботанический сад. В 1818 был избран президентом Академии Леопольдины и оставался в этой должности до конца своей жизни.
Его последним официальным актом в качестве президента немецкой Академии Леопольдины было принятие Чарльза Дарвина в качестве полноправного академика.
Иностранный член Баварской АН (1835).

### Политика
В 1848 году он стал проявлять большую политическую активность и участвовал в основании рабочего союза в Бреслау (Вроцлав). 23 августа он в качестве президента Берлинского рабочего конгресса (Berliner Arbeiterkongresses) был избран депутатом в Прусское национальное собрание. За ним постоянно наблюдала полиция из-за его «социально-политических» лекций, которые он читал весной 1849 года. В 1851 году из-за конфликтов с правительством был лишен профессорства и пенсии в Бреслау. Умер семь лет спустя 16 марта 1858 года в чрезвычайной бедности.

### Личная жизнь
В августе 1802 года женился на Вильгельмине Луизе Катарине фон Дитфурт, но уже 22 сентября 1803 она умерла, и с тех пор Христиан Готтфрид Даниэль сменил свою фамилию с «Nees» на «Nees von Esenbeck».
По прошествии короткого печального времени 5 марта 1804 Эзенбек сочетался браком с Элизабетой Якобиной фон Меттинг. У них было три дочери и двое сыновей.
Он был старшим братом ботаника Теодора Фридриха Людвига Неса фон Эзенбека (1787—1837).

## Память
Таксоны
В его честь названы роды растений:
- Esenbeckia Kunth из семейства Рутовые (Rutaceae)
- Neesiella Schiff. из отдела Печёночные мхи (Hepaticae)

Учреждения
- Институт Nees-Institut für Biodiversität der Pflanzen Universität Bonn назван в честь Христиана Нес фон Эзенбек.

## Труды
- De Cinnamomo disputatio (1843)
- Agrostologia brasiliensis (1829)
- Genera et species Asterearum (1833)
- Systema Laurinarum (1836)
- Florae Africae australioris illustration monographicae Gramineae (1841)
- Die Algen des süßen Wassers, nach ihren Entwickelungsstufen dargestellt (1814)
- Das System der Pilze und Schwämme (1816)
- Naturgeschichte der europäischen Lebermoose mit Erinnerungen aus dem Riesengebirge (1833-38, 4 тома)
- Bryologia germanica (соавторы: Кристиан Фридрих Хорншух и Якоб Штурм, 1823-31, 2 тома с 43 таблицами)
- Synopsis hepaticarum (соавторы: Carl Moritz Gottsche и Johann Lindenberg, 1844—1847)
- Hymenopterorum Ichneumonibus affinium monographiae (1834, 2 тома)
- System der spekulativen Philosophie, Band 1
- Die Naturphilosophie (1841)
- Die allgemeine Formenlehre der Natur (1852)
- Vorlesungen zur Entwickelungsgeschichte des magnetischen Schlafs und Traums (1820)